# شلیک‌ها (ترانه ایمجین درگنز)
شلیک‌ها تک‌آهنگی از ایمجین دراگنز است که در ۲۶ ژانویه ۲۰۱۵ منتشر شد. این تک‌آهنگ در آلبوم دود + آینه‌ها قرار داشت.
این تک‌آهنگ در چارت‌های، نروژ جزو ده ترانه اول قرار گرفت و به مدت دو روز بهترین آهنگ چارت آیتونز آمریکا بود.